# Belvosia contermina
Belvosia contermina là một loài ruồi trong họ Tachinidae.